# Alfred Browne
Alfred Browne (* 1. Juli 1959) ist ein ehemaliger antiguanischer Sprinter. 

## Karriere
Alfred Browne nahm an den Olympischen Sommerspielen 1984 in Los Angeles und 1988 in Seoul teil.
Bei den Spielen 1984 startete er im Wettkampf über 400 m. Zudem bildete er mit Lester Benjamin, Anthony Henry und Larry Miller die antiguanische Staffel über 4 × 100 m und ging mit Larry Miller, Howard Lindsay und Dale Jones in der Staffel 4 × 400 m an den Start. Vier Jahre später trat er mit St. Clair Soleyne, Howard Lindsay und Larry Miller in der Staffel 4 × 100 m und mit Howard Lindsay, Oral Selkridge und Larry Miller in der Staffel 4 × 400 m an. Im Wettkampf über 400 m schied er im Vorlauf aus.